# Jiří Strejc
Jiří Strejc (17. dubna 1932 Praha – 8. prosince 2010 Praha) byl hudební skladatel, varhaník, pedagog, sbormistr, dirigent působící v Hradci Králové.

## Život
V letech 1946–48 studoval na Městské hudební škole v Praze. V hudebním vzdělání pokračoval na Státní konzervatoři v Praze (1948–53). Varhany studoval u Miroslava Kampelsheimera a skladbu u Otto Alberta Tichého. V letech 1957–2001 působil jako ředitel kůru a varhaník katedrály sv. Ducha v Hradci Králové. Paralelně s funkcí chor-regenta pracoval v továrně na klavíry Petrof Hradec Králové a jako korepetitor Klicperova divadla Hradec Králové. Pedagogicky působil na LŠU a na biskupském gymnáziu Hradec Králové v Hradci Králové. V roce 1965 založil komorní soubor Cantores Artis Antiquae, který vedl do roku 1985.

## Dílo

### Varhanní skladby
- Ciaccona brevis (1951)
- Fuga in Re (1952) – na téma velikonočního Alleluja
- Sonata I. (1978) – třívětá skladba (Praeludium, Aria, Toccata alla rumba) věnovaná Václavu Uhlířovi
- Koncertní etuda (1980)
- Koncertantní etuda (1985)
- Scherzo (1986)
- Invokace C-H-E-B pro velké varhany (2008)

### Mše
- Missa Orbis factor (1959) – latinská mše pro smíšený sbor s doprovodem varhan či smyčcového orchestru
- Missa Lux et origo (1960) – latinská mše pro smíšený sbor a varhany
- Missa Kyrie fons bonitatis (1964) – mše pro smíšený sbor s doprovodem varhan nebo orchestru na český liturgický text
- Missa Pater excelse (cca 1990) – pro ženský sbor, baryton a varhany na český liturgický text
- České mešní ordinárium